# Пойма (Херсонская область)
Пойма (укр. Пойма; до 2016 года — Цюрупинск, укр. Цюрупинськ) — посёлок в Алёшковской городской общине Херсонского района Херсонской области Украины. До 2016 года посёлок был назван в честь Александра Дмитриевича Цюрупы. В 2022 году, во время вторжения России на Украину, посёлок был оккупирован российской армией.
Почтовый индекс — 75100. Телефонный код — 5542.
19 мая 2016 года Верховная Рада переименовала посёлок Цюрупинск в посёлок Пойма.

## Население
Население по переписи 2001 года составляло 117 человек.

### Языковой состав
Родной язык населения по данным переписи 2001 года:
| Язык       | Численность, чел. | Доля     |
| ---------- | ----------------- | -------- |
| Украинский | 109               | 93,16 %  |
| Русский    | 8                 | 6,84 %   |
| Итого      | 117               | 100,00 % |

## Местный совет
75100, Херсонская обл., Алёшковский р-н, г. Алёшки, ул. Гвардейская, 30